# Golden Gala
Golden Gala je atletický mítink pořádaný v italském Římě od roku 1980, od roku 2010 je součástí Diamantové ligy. V letech 2021 a 2023 se konal ve Florencii.

## Rekordy mítinku

### Muži
| Disciplína                   | Výkon              | Atlet                                                | Rok rekordu |
| ---------------------------- | ------------------ | ---------------------------------------------------- | ----------- |
| Běh na 100 metrů             | 9,75 (+0.9 m/s)    | Justin Gatlin                                        | 2015        |
| Běh na 200 metrů             | 19,70 (+0.7 m/s)   | Michael Norman                                       | 2019        |
| Běh na 400 metrů             | 43,62              | Jeremy Wariner                                       | 2006        |
| Běh na 800 metrů             | 1:42,79            | Wilson Kipketer                                      | 1999        |
| Běh na 1500 metrů            | 3:26,00            | Hišám Al-Karúdž                                      | 1998        |
| Běh na 1 míli                | 3:43,13            | Hišám Al-Karúdž                                      | 1999        |
| Běh na 2000 metrů            | 4:54.02            | Vénuste Niyongabo                                    | 1995        |
| Běh na 3000 metrů            | 7:26,64            | Jacob Kiplimo                                        | 2020        |
| Běh na 5000 metrů            | 12:46,33           | Nicholas Kimeli                                      | 2022        |
| Běh na 110 metrů překážek    | 13,01 (-0,1 m/s)   | Omar McLeod                                          | 2021        |
| Běh na 400 metrů překážek    | 47,07              | Karsten Warholm                                      | 2020        |
| Běh na 3000 metrů překážek   | 7:54,31            | Paul Kipsiele Koech                                  | 2012        |
| Skok do výšky                | 241 cm             | Mutaz Essa Baršim                                    | 2014        |
| Skok o tyči                  | 615 cm             | Armand Duplantis                                     | 2020        |
| Skok daleký                  | 861 cm (0.0 m/s)   | Dwight Phillips                                      | 2009        |
| Trojskok                     | 17,96 m (-0.4 m/s) | Pedro Pichardo                                       | 2015        |
| Vrh koulí                    | 22,49 m            | Ryan Crouser                                         | 2024        |
| Hod diskem                   | 70,72 m            | Kristjan Čeh                                         | 2022        |
| Hod kladivem                 | 84,88 m            | Sergej Litvinov                                      | 1986        |
| Hod oštěpem                  | 90,34 m            | Andreas Thorkildsen                                  | 2006        |
| Běh na 4 × 100 metrů         | 38,31              | Michael Marsh Leroy Burrell Floyd Heard Carl Lewis   | 1994        |
| Běh na 4 × 400 metrů         | 3:01,76 Rekord DL  | Nigel Levine Conrad Williams Chris Clarke Jack Green | 2012        |
| Zdroj na IAFF Diamond League |                    |                                                      |             |

### Ženy
| Disciplína                   | Výkon              | Atletka                                                                       | Rok rekordu |
| ---------------------------- | ------------------ | ----------------------------------------------------------------------------- | ----------- |
| Běh na 100 metrů             | 10,75 (+0.6 m/s)   | Marion Jonesová                                                               | 1998        |
| Běh na 100 metrů             | 10,75 (+0.4 m/s)   | Kerron Stewartová                                                             | 2009        |
| Běh na 200 metrů             | 21,91 (+1,3 m/s)   | Shericka Jacksonová                                                           | 2022        |
| Běh na 400 metrů             | 49,17              | Marita Kochová                                                                | 1986        |
| Běh na 800 metrů             | 1:55,69            | Pamela Jelimová                                                               | 2008        |
| Běh na 1500 metrů            | 3:49,11            | Faith Kipyegonová                                                             | 2023        |
| Běh na 5000 metrů            | 14:03,69           | Beatrice Chebetová                                                            | 2025        |
| Běh na 100 metrů překážek    | 12,24 (-0,4 m/s)   | Ackera Nugentová                                                              | 2024        |
| Běh na 400 metrů překážek    | 52,43              | Femke Bolová                                                                  | 2023        |
| Běh na 3000 metrů překážek   | 8:44,39            | Winfred Yaviová                                                               | 2024        |
| Skok do výšky                | 203 cm             | Jelena Slesarenková                                                           | 2004        |
| Skok do výšky                | 203 cm             | Hestrie Cloeteová                                                             | 2004        |
| Skok do výšky                | 203 cm             | Blanka Vlašičová                                                              | 2010        |
| Skok do výšky                | 203 cm             | Chaunté Loweová                                                               | 2010        |
| Skok o tyči                  | 503 cm             | Jelena Isinbajevová                                                           | 2008        |
| Skok daleký                  | 723 cm (−0.3 m/s)  | Marion Jonesová                                                               | 1998        |
| Trojskok                     | 15,29 m (+0.3 m/s) | Yamilé Aldamaová                                                              | 2003        |
| Vrh koulí                    | 21,03 m Rekord DL  | Valerie Adamsová                                                              | 2012        |
| Hod diskem                   | 69,21 m            | Valarie Allmanová                                                             | 2025        |
| Hod oštěpem                  | 68,66 m            | Barbora Špotáková                                                             | 2010        |
| Běh na 4 × 100 metrů         | 43,64              | Nataliya Strohová Jelizaveta Bryzginová Olesja Povchová Natalia Pohrebniaková | 2016        |
| Zdroj na IAFF Diamond League |                    |                                                                               |             |

## Ročníky
- Golden Gala 2010
- Golden Gala 2011
- Golden Gala 2012
- Golden Gala 2013
- Golden Gala 2014
- Golden Gala 2015
- Golden Gala 2016
- Golden Gala 2017
- Golden Gala 2018
- Golden Gala 2019
- Golden Gala 2020
- Golden Gala 2021
- Golden Gala 2022
- Golden Gala 2023